# Blue Murder
A Blue Murder egy rövid életű hard rock/heavy metal együttes volt. 1988-ban alapította meg a Whitesnake, Tygers of Pan Tang és Thin Lizzy zenekarok gitárosa, John Sykes. Az együttes tagjai Sykes-on kívül a következők voltak: Tony Franklin, Carmine Appice, Marco Mendoza, Tommy O'Steen, Kelly Keeling, Cozy Powell, Nik Green, Ray Gillen, Tony Martin. A tagok közül Cozy Powell, Ray Gillen és Tony Martin a Black Sabbath-ban is játszott, Ray Gillen később a "Badlands" zenekarban is énekelt. Pályafutásuk alatt két nagylemezt és egy koncertalbumot dobtak piacra. 1994-ben feloszlottak. Albumaikat a Geffen Records jelentette meg.

## Diszkográfia
- Blue Murder (stúdióalbum, 1989)
- Nothin' but Trouble (stúdióalbum, 1993)
- Screaming Blue Murder: Dedicated to Phil Lynott (koncertalbum, 1994)